# Agrilus pulchellus
Agrilus pulchellus är en skalbaggsart som beskrevs av Bland 1865. Agrilus pulchellus ingår i släktet Agrilus och familjen praktbaggar. Inga underarter finns listade i Catalogue of Life.